# حسين الطرفي
حسين عبد العالي عباسي الطرفي (1937 م - الآن). هو رجل دين شيعي وخطيب حسيني وشاعر وأديب عربي إيراني أهوازي. ولد عام 1937 م في الأهوازجنوب غرب إيران. هاجر مع والده إلى النجف طالبا للعلم وكان يتردد بين النجف و قم ثم بين الأهواز و عبادان إلى أن استقر به المقام في مدينة الأهواز حيث جدد دراسته ومارس النشاطات العملية والعلمية والأدبية حيث بادر بإنشاء اماكن دينية وثقافية كمسجد وحسينية ومكتبتين ومستوصفا.
زاول الخطابة منذ الخامسة عشرة من عمره وحين بلغ الثانية والعشرين وضع اسمه في قائمة خطباء المنبر الحسيني حيث دعي للكويت وعاش قرابة عشر سنوات يحاضر في مساجدها وحسينياتها. قرض الشعر باللغتين الفصحى واللهجة العامية ولكنه لم يجمع شعره في ديوان.

## وصلات خارجية
- حسين الطرفي. معجم البابطين للشعراء العرب المعاصرين
- موسوعة الأدب العربي في خوزستان إيران